# 鍋冠山 (長野県)
鍋冠山（なべかんむりやま）は、長野県松本市と安曇野市との境界に位置する山である。飛騨山脈（北アルプス）に属し標高は2,194.2mである。

## 概要
常念岳の近くに黒く丸い山体を見ることができる。ただし、安曇野市北側以北からは三角形に近い形となる。
山頂からの眺めは良くない。